# Вильменрод
Вильменрод (нем. Willmenrod) — община в Германии, в земле Рейнланд-Пфальц. 
Входит в состав района Вестервальд. Подчиняется управлению Вестербург.  Население составляет 695 человек (на 31 декабря 2010 года). Занимает площадь 3,63 км².